# Scopula sufficiens
Scopula sufficiens är en fjärilsart som beskrevs av W. Warren 1897. Scopula sufficiens ingår i släktet Scopula och familjen mätare. Inga underarter finns listade.